# 查爾斯·A·福斯特
查爾斯·A·福斯特（英語：Charles A. Foster，1962年—）是一名英國作家、旅行家、獸醫、動物標本剝製師、大律師和哲學家。他的著作和文章涉及自然史、旅行（尤其是非洲和中東）、神學、法律和醫學倫理。他是牛津大學艾希特學院的研究員。他在談到自己的著作時說：「歸根結底，這些書都是自以為是地試圖回答『我們是誰或我們是什麼』以及『我們究竟在這裡做什麼』這些問題，但都沒有成功。」

## 教育
福斯特曾就讀於什魯斯伯里學校和劍橋大學聖約翰學院，攻讀獸醫學和法學。他擁有劍橋大學醫學法律和倫理學博士學位。他是一名合格的獸醫，並獲得內殿律師學院的律師資格。

## 職業生涯
畢業於劍橋大學後，福斯特研究了粗毛兔的比較解剖學和水蛭的趨化性，曾在沙烏地阿拉伯研究戈特雷德瞪羚和山地瞪羚的固定化，在英國律師協會擔任實習律師，並在耶路撒冷希伯來大學擔任研究員。他曾擔任以色列最高法院大法官（後任院長）亞哈倫·巴拉克的研究助理。他在倫敦律師協會執業，主要從事醫療法方面的工作，並參與近年來一些最重要的案件。他於1996年獲得愛爾蘭律師資格。他在牛津大學教授醫療法和倫理學，曾任牛津大學格林坦普頓學院客座研究員。2009年，他獲選為牛津大學格林坦普頓學院研究員。他於2022年離開該學院，當時他獲選為牛津大學艾希特學院研究員。
最近的考察包括衣索比亞的達納基勒窪地，研究騾子的水代謝；莫三比克北部基林巴斯群島的生態調查，以及成功的北極滑雪探險。他是英國皇家地理學會和倫敦林奈學會的研究員。
在法律和哲學領域，他最著名的作品可能是對醫學倫理學中自主權霸權的批評（《選擇生命，選擇死亡》，2009年），以及他認為湯姆·比徹姆和詹姆斯·柴爾德里斯的「四原則」方法是多餘的，應由基於廣義亞里斯多德式的人類尊嚴分析所取代（《生物倫理學和法律中的人類尊嚴》，2011年）。
他的許多宗教著作被保守派基督徒攻擊為異端邪說，尤其是在美國。
作為與真實性和身份有關的哲學研究的一部分，他曾嘗試過以獾，水獺，城市狐狸，紅鹿和雨燕的身份生活，他在2016年出版的《作為野獸》（Being a Beast）一書中寫下了這些經歷。 由於在不同時期以獾、水獺、鹿、狐狸和鳥的身份生活在野外，他獲得搞笑諾貝爾獎生物學獎。

## 外部連結
- Charles Foster's personal website （页面存档备份，存于）
- Profile （页面存档备份，存于） at Green Templeton College
- "Outer Temple Chambers | Charles Foster", barrister biography.
- "Charles Foster, Ethox Associate", biography and bibliography, at The Ethox Centre.
- "Charles Foster – Curriculum Vitae – Detail"[永久], detailed CV, from personal website.